# Фифти-Сикс (Арканзас)
Фифти-Сикс (енгл. Fifty-Six) град је у америчкој савезној држави Арканзас.

## Демографија
По попису из 2010. године број становника је 173, што је 10 (6,1%) становника више него 2000. године.
| Група             | 2000.       | 2010.       |
| Белци             | 159 (97,5%) | 170 (98,3%) |
| Афроамериканци    | 0 (0,0%)    | 0 (0,0%)    |
| Азијати           | 0 (0,0%)    | 0 (0,0%)    |
| Хиспаноамериканци | 3 (1,8%)    | 2 (1,2%)    |
| Укупно            | 163         | 173         |